# Luverne (Dakota del Nord)
Luverne è un centro abitato (city) degli Stati Uniti d'America, situato nella Contea di Steele nello Stato del Dakota del Nord. Nel censimento del 2000 la popolazione era di 44 abitanti. La città è stata fondata nel 1912.

## Geografia fisica
Secondo i rilevamenti dell'United States Census Bureau, la località di Luverne si estende su una superficie di 0,70 km², tutti occupati da terre.

## Popolazione
Secondo il censimento del 2000, a Luverne vivevano 44 persone, ed erano presenti 12 gruppi familiari. La densità di popolazione era di 66 ab./km². Nel territorio comunale si trovavano 23 unità edificate. Per quanto riguarda la composizione etnica degli abitanti, il 97,73% era bianco, e il 2,27% era nativo.
Per quanto riguarda la suddivisione della popolazione in fasce d'età, il 31,8% era al di sotto dei 18, il 2,3% fra i 18 e i 24, il 29,5% fra i 25 e i 44, il 20,5% fra i 45 e i 64, mentre infine il 15,9% era al di sopra dei 65 anni di età. L'età media della popolazione era di 33 anni. Per ogni 100 donne residenti vivevano 76,0 maschi.